# Bruit ferroviaire
Le bruit ferroviaire est l'ensemble des bruits provenant de la circulation ferroviaire. Bien que le système ferroviaire soit une solution favorable à la demande croissante de mobilité par ses atouts environnementaux, le bruit qu’il génère n’en demeure pas moins une nuisance importante. Le bruit ferroviaire est la superposition du bruit de différentes sources, dont la prépondérance est directement reliée à la vitesse de passage du train. Pour les vitesses inférieures à 50 km/h, le bruit de traction du train est dominant. Ce bruit est dû aux moteurs, aux générateurs électriques et aux ventilateurs. Au-delà d’une vitesse de train de 320 km/h, le bruit aérodynamique est la source principale. Il résulte de la perturbation des écoulements, principalement autour du nez du train, du pantographe et des césures situées entre les voitures. Entre 50 et 320 km/h, la source principale du bruit ferroviaire est le bruit de roulement, généré par l’interaction roue/rail. La réduction du bruit reste un enjeu essentiel pour son développement et son intégration en zone habitée. 

## Le bruit de roulement
Les recherches menées à ce sujet ont déjà permis d’établir que le bruit de roulement est la principale source du bruit ferroviaire pour des vitesses supérieures à 50 km/h et inférieures à 320 km/h. Le bruit de roulement est produit par les vibrations suivies du rayonnement acoustique du matériel roulant et de la voie provoqués par une excitation au niveau du contact entre la roue et le rail. Le phénomène excitateur est le déplacement imposé à la roue et au rail par les défauts de surface présents sur les bandes de roulement que l’on appelle rugosité. La puissance acoustique rayonnée dans l’environnement est la somme des contributions issues de chaque composant émissif, à savoir les roues du véhicule ainsi que le rail et les traverses de la voie
On distingue plusieurs bruit liés à l'interaction roue/rail. La classification utilisée aujourd’hui est celle adoptée par P. Remington : le bruit de roulement, le bruit d’impact et le bruit de crissement. Les deux premiers sont causés par les irrégularités de la roue et du rail; le bruit de crissement est lui dû aux phénomènes de frottement pendant  les courbes de faible rayon. Le bruit de roulement est plutôt caractérisé par l’influence des irrégularités microscopiques (rugosité) sur la roue et le rail. Certaines pertes de contact peuvent se produire localement dans la surface de contact mais le problème est généralement linéaire. Le bruit d’impact est causé par des discontinuités de surface importantes sur la roue et/ou sur le rail, provoquant des pertes de contact importantes
Ces bruits dépendent de l'infrastructure, du matériel roulant et de son utilisation, ils sont donc de la responsabilité du gestionnaire du réseau. En France : Réseau ferré de France (RFF).

## Réglementation portant sur le bruit ferroviaire
Le bruit ferroviaire est concerné par deux types de réglementation : la réglementation portant sur le bruit des infrastructures ferroviaires d'une part, et la réglementation sur les émissions sonores du matériel roulant d'autre part. 
Le bruit des infrastructures est régi - en France - principalement par la loi "bruit" du 31 décembre 1992 , la directive européenne n°2002/49/CE du 25 juin 2002 relative à l’évaluation et à la gestion du bruit dans l’environnement, et différents arrêtés préfectoraux. 
Le bruit du matériel roulant fait l'objet de deux spécifications techniques d'interopérabilité (STI) européennes : la STI concernant le sous-système « Matériel roulant – bruit », (règlement (UE) no 1304/2014), et la STI relative au sous-système «matériel roulant» – «Locomotives et matériel roulant destiné au transport de passagers» (Règlement (UE) n° 1302/2014). La première, communément désignée par "STI bruit", définit des limites à ne pas dépasser de niveaux de bruits émis dans l'environnement par le matériel roulant, dans différentes conditions (à l'arrêt, en accélération, à vitesse constante). Ces limites sont exprimées en niveaux de pression sonore, exprimés en dB pondéré A, à mesurer en certains points autour du train tel que défini dans la norme  EN ISO 3095:2013. Ces exigences ont pour but de réguler la pollution sonore dans l'environnement. La seconde, communément désignée par "STI loc & pass", définit des limites de bruit à ne pas dépasser à l'intérieur de la cabine de conduite dans différentes situations (telles qu'en circulation, ou à l'arrêt lors de l'activation des avertisseurs sonores). Ces limites ont pour objectif de réguler l'exposition au bruit du conducteur.
Par ailleurs, la STI Loc & Pass définit d'autres exigences liées à l'acoustique ferroviaire, portant sur le niveau sonore de différents sons de sécurité (sons en cabine destinés au conducteur, avertisseurs sonores destinés à signaler á l'extérieur la présence du véhicule).
La STI relative à l’accessibilité du système ferroviaire de l’Union pour les personnes handicapées et les personnes à mobilité réduite  (Règlement (UE) N° 1300/2014), communément appelée "STI PMR", donne quant à elle des exigences sur l'audibilité et l'intelligibilité des informations sonores destinés aux passagers (annonces sonores, signaux de fermeture et ouverture des portes). Certains des indicateurs utilisés dépendent du niveau de bruit dans - ou autour - du train.